# Olav Hagen
Olav Hagen (né le 28 novembre 1921 - mort le 21 aout 2013) est un ancien fondeur norvégien.

## Palmarès

### Jeux olympiques
| Épreuve / Édition | St-Moritz 1948 |
| 18km              | 9e             |
| 4x10km            | Bronze         |